# 一身田町
一身田町（いしんでんちょう）は三重県河芸郡にあった町。現在の津市一身田各町にあたる。

## 地理
- 山岳：見当山
- 河川：志登茂川、毛無川、横川

## 歴史
- 1889年（明治22年）4月1日 - 町村制の施行により、奄芸郡一身田村・豊野村・平野村・大古曽村・中野村・上津部田村および窪田村の一部の区域をもって一身田村が発足。
- 1896年（明治29年）4月1日 - 所属郡が河芸郡に変更。
- 1911年（明治44年）4月1日 - 町制施行して一身田町となる。
- 1954年（昭和29年）1月15日 - 津市に編入。同日一身田町廃止。

### 津市との合併
津市との合併は1940年代頃から議論があり、当時は時期尚早との判断が下されていたが、近い将来合併するものという認識は一身田町民の間で共有されていた。その後、町村合併促進法施行を受け合併機運が高まり、1953年（昭和28年）11月25日に合併協定書が津市長と一身田町長の間で取り交わされ、翌11月26日に一身田町議会が、11月27日に津市議会が合併を決議し、1954年（昭和29年）1月15日に一身田町は津市に編入された。

## 交通

### 鉄道路線
- 近畿日本鉄道
  - 名古屋線：高田本山駅

村域を日本国有鉄道の参宮線（現・紀勢本線）が通過したが、駅は所在しなかった（一身田駅は大里村に所在）。また、現在は旧村域に伊勢鉄道伊勢線の東一身田駅が所在するが、当時は未開業。

## 施設
- 真宗高田派本山専修寺
- 高田中学校・高等学校
- 一身田外4ケ町村学校組合立一身田中学校
- 一身田町立一身田小学校
- 一身田郵便局
- 一身田警察署
- 下津醤油株式会社

## 出身者
- 岡崎源一（弁護士、法律新聞社長） - 上津部田の出身[2]。
- 平松令三 - 仏教学者、一身田郵便局長[3]